# Jutta Lampe
Jutta Lampe (Flensburgo, 13 dicembre 1937 – Berlino, 3 dicembre 2020) è stata un'attrice tedesca, tra le più note della Germania.

## Biografia
Jutta Lampe, nata nel 1937 a Flensburgo, nella provincia dello Schleswig-Holstein, è salita per la prima volta su un palcoscenico all'età di otto anni in un balletto.
Ha studiato recitazione da Eduard Marks ad Amburgo nel 1956.
I primi ruoli sono stati con l'Hessisches Staatstheater Wiesbaden e con il Nationaltheater Mannheim. Poi al Theater Bremen, diretto da Kurt Hübner, dove ha interpretato Lady Milford in Intrigo e amore di Friedrich Schiller, con Bruno Ganz e Edith Clever, per la regia di Peter Stein; in Misura per misura di William Shakespeare, per la regia di Peter Zadek; nel Torquato Tasso di Goethe diretto da Stein.
Nella stagione 1969/70 è stata allo Schauspielhaus di Zurigo.
Quando nel 1970 Peter Stein fondò la Schaubühne a Berlino Ovest, Jutta Lampe fu una delle principali attrici a partecipare all'ensemble berlinese, con il quale collaborò per 30 anni.
Jutta Lampe ha interpretato Atena nell'Orestea di Eschilo diretta da Stein. Nella messa in scena dell'Amleto di Shakespeare diretta da Klaus Michael Grüber nel 1982, ha interpretato Ofelia «come in trance». Ha partecipato a varie opere di Botho Strauß, dirette da Luc Bondy. Strauss aveva conosciuto Jutta Lampe a Wiesbaden all'inizio della sua carriera. Con il regista Robert Wilson è stata protagonista nella prima rappresentazione di Orlando, che Wilson aveva tratto dal romanzo di Virginia Woolf (1989): essendo l'unica attrice in scena, ha interpretato tutti i ruoli, cambiando di genere nei diversi periodi storici.
Nell'allestimento dell'Amphitryon di Heinrich von Kleist (1991) era Alcmena.
Dal 2001 al 2002 ha preso parte del Burgtheater di Vienna, dove ha interpretato Arkàdina ne Il gabbiano di Anton Čechov, con Gert Voss, per la regia di Bondy, in una produzione rappresentata anche al Theatertreffen di Berlino.
Nel 2002 ha interpretato, con ironia e sarcasmo, Winnie in Giorni felici di Samuel Beckett, diretta da Edith Clever.
Di nuovo a Berlino nel 2005 con Edith Clever in un'opera, Die eine und die andere, che Botho Strauß aveva scritto per le due attrici.
Dal 2005 al 2008 è stata impegnata con lo Schauspielhaus di Zurigo.
Uno dei suoi ultimi ruoli è stato nel 2009 ne Il maggiore Barbara di George Bernard Shaw, che è anche stata l'ultima regia di Zadek.

### Cinematografia
Poche le interpretazioni nel cinema. Le più significative con la regista tedesca Margarethe von Trotta: Sorelle - L'equilibrio della felicità (Schwestern oder Die Balance des Glücks, 1979), Anni di piombo (Die bleierne Zeit, 1981) co-protagonista con Barbara Sukowa, Rosenstrasse del 2003.
Negli ultimi anni di vita soffriva di demenza. È morta il 3 dicembre 2020, pochi giorni prima del suo 83º compleanno. È sepolta nel cimitero di Dorotheenstadt a Berlino.

## Filmografia

### Cinema
- Sommergäste, regia di Peter Stein (1976)
- Sorelle - L'equilibrio della felicità (Schwestern oder Die Balance des Glücks), regia di Margarethe von Trotta (1979)
- Anni di piombo (Die bleierne Zeit), regia di Margarethe von Trotta (1981)
- Das weite Land, regia di Luc Bondy (1987)
- Dostoevskij - I demoni (Les possédés), regia di Andrzej Wajda (1988)
- Rosenstrasse, regia di Margarethe von Trotta (2003)

## Teatro
- Intrigo e amore di Friedrich Schiller, regia di Peter Stein, Teatro di Brema (1967)
- Torquato Tasso di Goethe, regia di Peter Stein, Teatro di Brema (1968)
- Misura per misura di William Shakespeare, regia di Peter Zadek, Teatro di Brema (1968)
- Don Carlos di Friedrich Schiller, regia di Kurt Hübner, Teatro di Brema (1969)
- La cavalcata sul Lago di Costanza (Der Ritt über den Bodensee) di Peter Handke, regia di Claus Peymann, Schaubühne di Berlino (1971)
- Peer Gynt di Henrik Ibsen, regia di Peter Stein, Schaubühne di Berlino (1971)
- Storie del bosco viennese (Geschichten aus dem Wiener Wald) di Ödön von Horváth, regia di Klaus Michael Grüber, Schaubühne di Berlino (1972)
- Il principe di Homburg di Heinrich von Kleist, regia di Peter Stein, Schaubühne di Berlino (1972)
- Le Baccanti di Eschilo, regia di Klaus Michael Grüber, Schaubühne di Berlino (1974)
- I villeggianti (Die Sommergäste) di Maksim Gor'kij, regia di Peter Stein, Schaubühne di Berlino (1974)
- Die Wupper di Else Lasker-Schüler, regia di Luc Bondy, Schaubühne di Berlino (1976)
- Come vi piace di William Shakespeare, regia di Peter Stein, Schaubühne di Berlino (1977)
- Orestea di Eschilo, regia di Peter Stein, Schaubühne di Berlino (1982)
- Kalldewey, Farce di Botho Strauß, regia di Luc Bondy, Schaubühne di Berlino (1982)
- Amleto di William Shakespeare, regia di Klaus Michael Grüber, Schaubühne di Berlino (1982)
- Tre sorelle di Anton Čechov, regia di Peter Stein, Schaubühne di Berlino (1984)
- Fedra di Racine, regia di Peter Stein, Schaubühne di Berlino (1988)
- Il giardino dei ciliegi di Anton Čechov, regia di Peter Stein, Schaubühne di Berlino (1989)
- Orlando, da Virginia Woolf, adattamento di Darryl Pinckney e Robert Wilson, regia di Robert Wilson, Schaubühne di Berlino (1989)
- Amphitryon di Heinrich von Kleist, regia di Klaus Michael Grüber, Schaubühne di Berlino (1991)
- Das Gleichgewicht di Botho Strauß, regia di Luc Bondy, Festival di Salisburgo (1993)
- I giganti della montagna di Luigi Pirandello, regia di Luca Ronconi, Festival di Salisburgo (1994)
- Madame de Sade di Yukio Mishima, regia di Yoshi Oida, Schaubühne di Berlino (1996)
- Der Hausbesuch di Rudolf Borchardt, regia di Edith Clever, Schaubühne di Berlino (1997)
- Die Ähnlichen di Botho Strauß, regia di Peter Stein, Teatro di Josefstadt (1998)
- Stella di Goethe, regia di Andrea Breth, Schaubühne di Berlino (1999)
- Il gabbiano di Anton Čechov, regia di Luc Bondy, Burgtheater di Vienna (2000)
- Giorni felici di Samuel Beckett, regia di Edith Clever, Burgtheater di Vienna (2002)
- Andromaca di Racine, regia di Luk Perceval, Schaubühne di Berlino (2003)
- Die eine und die andere di Botho Strauß, regia di Luc Bondy, Schaubühne di Berlino (2005)
- John Gabriel Borkman di Henrik Ibsen, regia di Barbara Frey, Schauspielhaus di Zurigo (2005)
- Lo zoo di vetro di Tennessee Williams, regia di Samir, Schauspielhaus di Zurigo (2007)
- Il maggiore Barbara di George Bernard Shaw, regia di Peter Zadek, Schauspielhaus di Zurigo (2009)

## Riconoscimenti
- Mostra internazionale d'arte cinematografica di Venezia
  - 1981 – Vincitrice della Fenice d'oro alla miglior attrice per Anni di piombo ex aequo con Barbara Sukowa
- David di Donatello
  - 1982 – Candidatura alla miglior attrice straniera per Anni di piombo
- Deutscher Filmpreis
  - 1980 – Miglior attrice per Sorelle - L'equilibrio della felicità
  - 1982 – Candidatura alla miglior attrice per Anni di piombo
  - 1988 – Candidatura alla miglior attrice non protagonista per Das weite Land
- Festival del film di Monaco
  - 1980 – Miglior attrice per Anni di piombo
- Premio Joana Maria Gorvin
  - 2010 – Premio alla carriera